# Koreaans Orthodox Comité
Het Noord-Koreaanse Orthodoxe Comité (Koreaans: 조선 정교 위원회) is een in 2002 opgericht overheidsorgaan in Noord-Korea dat volgens de communistische regering de Russisch-Orthodoxe Kerk vertegenwoordigt.
In 2002 bezocht de Noord-Koreaanse dictator Kim Jong-il tijdens een bezoek aan het Russische Verre Oosten een Russisch-orthodoxe kerk. Na dit bezoek besloot Kim Jong-il tot de bouw van een Russisch-orthodoxe kerk van de Heilige Drievuldigheid (Pyongyang). Hij kwam hiermee ook tegemoet aan de Russische regering die een kerk wenste voor haar ambassadepersoneel. Kim Jong-il besloot tegelijk tot de oprichting van het Noord-Koreaanse Orthodoxe Comité. Kim benoemde zelf de leden van dit comité. Toen de Russische geestelijken betwijfelden of hij nog Noord-Koreaanse gelovigen kon vinden, zou Kim hebben geantwoord: "Geen zorgen, we vinden er wel een paar". De leden werden naar Rusland gestuurd om er onderricht te ontvangen in het Orthodoxe geloof. Ze werden gedoopt en gingen studeren aan een seminarie. Twee van hen, "Feodor" Kim Hoe Il en "Johannes" Ra Gwan Chol, werden in mei 2005 tot diaken gewijd en in 2006, kort voor de opening van de kerk, tot priester gewijd. Feodor Kim heeft aangegeven de overgang tot de Russisch-orthodoxie "erg moeilijk" te hebben gevonden.
Georgius Ho Il Jin is voorzitter van het Noord-Koreaanse Orthodoxe Comité. Het comité beheert de Kerk van de Heilige Drievuldigheid en is aangesloten bij de Koreaanse Raad van Gelovigen.